# Катріна Бовден
Катріна Кей Бовден (англ. Katrina Bowden; нар. 19 вересня 1988, Вайкофф, Нью-Джерсі, США) — американська акторка, найбільш відома роллю Сері в серіалі «30 потрясінь».

## Біографія
Народилася у Вайкоффі, Нью-Джерсі, США. Відвідувала школу Св. Томаса Мора в Мідланд-Парк, а потім закінчила католицьку академію «Непорочне серце» в Нью-Джерсі. Акторську майстерність вивчала під керівництвом Енн Ретрей.
20 травня 2013 одружилася з музикантом Беном Йоргенсеном. Роком раніше отримала від нього пропозицію.

## Кар'єра
Катріна Бовден спочатку працювала моделлю. У 2006 вона дебютувала на телеекрані. Після гостьової ролі в серіалі «Закон і порядок: Спеціальний корпус» вона приєдналась до акторського складу ситкому «30 потрясінь». Участь у цьому телепроєкті принесла їй нагороду Премії Гільдії кіноакторів США у 2009 році. У тому ж році брала участь у кількох низькобюджетних стрічках.
У 2010 Бовден була залучена в комедійний фільм жаху «Убивчі канікули» спільного виробництва США та Канади. У 2013 у неї була роль у сегменті «Побачення супергероя» кіноальманаху «Фільм 43» та з'явилась у «Дуже страшне кіно 5», перед тим знялася у стрічках «Американський пиріг: Знову разом», «Піраньї 3DD».
У 2011 Бовден стала найсексуальнішою жінкою за версією журналу «Esquire». У 2012 та 2013 вона потрапила в списки «Hot 100» від «Maxim».

## Фільмографія
| Рік       |    | Українська назва                                         | Оригінальна назва                                                                | Роль             |
| --------- | -- | -------------------------------------------------------- | -------------------------------------------------------------------------------- | ---------------- |
| 2006      | с  | Закон і порядок: Спеціальний корпус                      | Law & Order: Special Victims Unit                                                | Дана Сімпсон     |
| 2006      | с  | Одне життя, щоб жити                                     | One Life to Live                                                                 | Брітні           |
| 2006—2013 | с  | 30 потрясінь                                             | 30 Rock                                                                          | Сері             |
| 2007      | с  | Ясновидець                                               | Psych                                                                            | Койд             |
| 2007      | ф  | Необачна поведінка                                       | Reckless Behavior: Caught on Tape                                                | дівчина Бронсона |
| 2008      | ф  | Сексдрайв                                                | Sex Drive                                                                        | міс              |
| 2009      | ф  | Ратко: Син диктатора                                     | Ratko: The Dictator's Son                                                        | Голлі            |
| 2009      | ф  | Короткий шлях                                            | The Shortcut                                                                     | Крісті           |
| 2010      | ф  | Такер і Дейл проти зла                                   | Tucker & Dale vs Evil                                                            | Еллісон          |
| 2010      | с  | Некраса по-американськи                                  | Ugly Betty                                                                       | Гізер            |
| 2010      | с  | 30 потрясінь: Сері                                       | 30 Rock: Cerie's Vlog                                                            | Сері Ксерокс     |
| 2010      | с  | Час Ніка Свордсона                                       | Nick Swardson's Pretend Time                                                     | Гілларі          |
| 2011      | с  | CollegeHumor                                             | College Humor Originals                                                          | Джулі            |
| 2012      | с  | Новенька                                                 | New Girl                                                                         | Голлі            |
| 2012      | ф  | Американський пиріг: Знову разом                         | American Reunion                                                                 | Міа              |
| 2012      | ф  | Піраньї 3DD                                              | Piranha 3DD                                                                      | Шелбі            |
| 2012      | ф  | Затримай дихання                                         | Hold Your Breath                                                                 | Джеррі           |
| 2013      | ф  | Дуже страшне кіно 5                                      | Scary MoVie                                                                      | Наталі           |
| 2013      | ф  | Дійсна історія, заснована на подіях, яких ніколи не було | A True Story. Based on Things That Never Actually Happened. ...And Some That Did | Діанна           |
| 2013      | ф  | Медсестра 3D                                             | Nurse 3-D                                                                        | Денні            |
| 2013      | ф  | Фільм 43                                                 | Movie 43                                                                         | Стейсі           |
| 2015      | тф | Сусід                                                    | I Killed My BFF                                                                  | Шейн Райлі       |
| 2015      | с  | Суспільна мораль                                         | Public Morals                                                                    | Фортуна          |
| 2015      | ф  | Останній кінофестиваль                                   | The Last Film Festival                                                           | юна старлетка    |
| 2016      | ф  | Моноліт                                                  | Monolith                                                                         | Сандра           |
| 2016      | ф  | Складна угода                                            | Hard Sell                                                                        | Бо               |
| 2017      | тф | Якось на побаченні                                       | Once Upon a Date                                                                 | Тіффані Голланд  |
| 2017      | ф  | Вечірка розлучених                                       | The Divorce Party                                                                | Ян               |
| 2017      | ф  |                                                          | Fishbowl California                                                              | Тесс             |
| 2017      | ф  |                                                          | Senior Moment                                                                    | Крістен          |
| 2017      | ф  | Убити Діаз                                               | Killing Diaz                                                                     | Діанна           |